# Toltecamila
Toltecamila är en ort i Mexiko.   Den ligger i kommunen Ixcamilpa de Guerrero och delstaten Puebla, i den sydöstra delen av landet, 170 km söder om huvudstaden Mexico City. Toltecamila ligger 1 397 meter över havet och antalet invånare är 696.
Terrängen runt Toltecamila är kuperad. Runt Toltecamila är det ganska glesbefolkat, med 28 invånare per kvadratkilometer. Närmaste större samhälle är Xochihuehuetlán, 15,1 km öster om Toltecamila. I omgivningarna runt Toltecamila växer huvudsakligen savannskog.